# Gashegeshi
Gashegeshi är ett vattendrag i Burundi.   Det ligger i provinsen Cibitoke, i den nordvästra delen av landet, 90 kilometer norr om huvudstaden Bujumbura.
Omgivningarna runt Gashegeshi är en mosaik av jordbruksmark och naturlig växtlighet. Runt Gashegeshi är det tätbefolkat, med 286 invånare per kvadratkilometer.